# Đăk Rơ Ông
Đăk Rơ Ông là một xã thuộc huyện Tu Mơ Rông, tỉnh Kon Tum, Việt Nam.
Xã Đăk Rơ Ông có diện tích 68,07 km², dân số năm 2019 là 3.938 người, mật độ dân số đạt 58 người/km².